# Google Lunar X Prize
De Google Lunar X Prize (GLXP), ook wel Moon 2.0 genoemd, was een prijs van 20 miljoen Amerikaanse dollar voor de eerste particuliere maanlanding. De prijs zou worden uitgeloofd aan het team dat als eerste een onbemand voertuig (een zogenaamde rover) op het oppervlak van de Maan kon landen. Deze moest zich dan minstens 500 meter over de Maan voortbewegen en hogedefinitiefoto's en -videobeelden terugsturen naar de Aarde.
De prijs was beschikbaar gesteld door de X Prize Foundation, dat ook de Ansari X Prize uitloofde voor het eerste particulier ontwikkelde, herbruikbare ruimtevaartuig. Deze prijs van 10 miljoen dollar werd in 2004 gewonnen door het experimentele ruimtevliegtuig SpaceShipOne van het bedrijf Scaled Composites.
De aanvankelijke deadline was 2015. Als geen enkel team vóór het eind van dat jaar de missie met succes zou volbrengen, zou de prijs vervallen. De deadline werd uiteindelijk verschoven naar 31 maart 2018. Op 23 januari 2018 werd duidelijk dat geen enkele deelnemer die deadline ging halen en er geen prijs meer wordt uitgereikt. Wat er met het gereserveerde bedrag gebeurt is niet bekend.
Ondanks dat er geen prijs meer wordt uitgereikt, gaan de deelnemende bedrijven door met de ontwikkeling van een maanlander. Het Israëlische SpaceIL heeft op 22 februari 2019 hun maanlander Beresjiet gelanceerd.

## Prijzen
Er was in totaal 30 miljoen dollar aan prijsgeld beschikbaar gesteld door het internetbedrijf Google. Naast de hoofdprijs van 20 miljoen dollar was er een prijs van 5 miljoen voor de tweede plaats en een reeks bonusprijzen voor het bereiken van specifieke doelen, waaronder meer dan 5 kilometer over het Maanoppervlak voortbewegen, water ontdekken, 's nachts opereren, en als eerste foto's en videobeelden terugsturen van een landingsplaats van een Apollo-maanlander. Er was ook een prijs van 1 miljoen voor het team dat het meest doet om de etnische diversiteit binnen de exacte wetenschappen te verbeteren.
Naast de officiële prijzen had Space Florida, het ruimtevaartagentschap van de Amerikaanse deelstaat Florida, nog eens 2 miljoen uitgeloofd aan het winnende team als dat haar ruimtemissie vanuit Florida lanceert.

## Deelnemende teams
De 29 deelnemende teams waren afkomstig uit 17 verschillende landen.
Onder de teams bevond zich White Label Space. Dit internationale team opereert vanuit het hoofdkantoor van het Nederlandse lucht- en ruimtevaartbedrijf AOES Group BV in Noordwijk. Onder de partners en sponsors van het team bevond zich ook het in Den Haag gevestigde lucht- en ruimtevaartbedrijf Airborne Composites.
Van de deelnemende teams bleven uiteindelijk de volgende vijf finalisten over:
| Organisatie  | Land             | Naam              | Lancering                   | Resultaat                                                      | Draagraket                   |
| ------------ | ---------------- | ----------------- | --------------------------- | -------------------------------------------------------------- | ---------------------------- |
| SpaceIL      | Israël           | Beresjiet         | 22 februari 2019, 01:45 UTC | Mislukt, neergestort op de maan op 11 april 2019               | SpaceX Falcon 9              |
| iSpace       | Japan            | Hakuto-R-missie 1 | 11 december 2022            | Mislukt, contact verloren tijdens maanlanding op 25 april 2023 | SpaceX Falcon 9              |
| Moon Express | Verenigde Staten | Moon Express      |                             | afgelast februari 2020                                         | Rocket Lab Electron          |
| Synergy Moon | internationaal   | Synergy Moon      |                             | afgelast 2018                                                  | Interorbital Systems Neptune |
| TeamIndus    | India            | HHK1              |                             | afgelast juli 2019                                             | Antrix PSLV                  |

## Geschiedenis
De prijs werd aangekondigd in Los Angeles op 13 september 2007, tijdens de NextFest-conferentie van het tijdschrift Wired.
Oorspronkelijk zou de NASA de prijs financieren, eventueel samen met andere nationale en internationale ruimtevaartorganisaties als de Europese Ruimtevaartorganisatie en de Japanse ruimtevaartorganisatie. Toen er bezuinigd werd op het budget van NASA, legde het agentschap het idee voor aan Larry Page en Sergey Brin van Google. Zij besloten om niet alleen de prijs te financieren, maar ook het prijsgeld te verhogen van 20 naar 30 miljoen dollar.
De deadline voor deelname was 31 december 2010. In totaal meldden 35 teams zich aan, waarvan 6 zich later weer terugtrokken of zich bij andere teams voegden.
Op 3 augustus 2016 kreeg het bedrijf Moon Express als eerste een vergunning van de Amerikaanse luchtvaartautoriteiten om op de Maan te landen. Internationale wetgeving vereist dat commerciële ruimtevaartbedrijven toestemming van nationale luchtvaartautoriteiten uit het land waar het hoofdkantoor gevestigd is, verkrijgen voor landingen op hemellichamen, om zo vervuiling of vergiftiging van een hemellichaam door menselijk toedoen te voorkomen.

## Gerelateerde prijzen
De Northrop Grumman Lunar Lander Challenge was een jaarlijkse wedstrijd voor raketten die met succes kunnen opstijgen vanaf de Maan en weer landen op het Maanoppervlak. De competitie, georganiseerd door de X Prize Foundation, vond plaats van 2006 tot 2009.
De NASA heeft een aantal prijzen aangekondigd die te vergelijken zijn met de Google Lunar X Prize. Deze Centennial Challenges zijn bedoeld om particuliere Amerikaanse initiatieven in onder meer ruimtevaart en robotica te stimuleren.
Andere uitgeloofde prijzen van de X Prize Foundation zijn de Archon X Prize (voor het eerste team dat in 10 dagen de sequencing van 100 menselijke DNA-genomen kan uitvoeren voor minder dan 10.000 dollar per genoom) en de Automotive X Prize (voor het team dat als eerste een superzuinige auto ontwikkelt die 100 miles per gallon (2,35 liter/100 kilometer) kan halen.